# Track of the Cat
| Оценки критиков               | Оценки критиков |
| Источник                      | Оценка          |
| ----------------------------- | --------------- |
| AllMusic                      | [ 1 ]           |
| Encyclopedia of Popular Music | [ 2 ]           |
| The Rolling Stone Album Guide | [ 3 ]           |

Track of the Cat — восемнадцатый студийный альбом американской певицы Дайон Уорвик, выпущенный в 1975 году на лейбле Warner Bros. Records.

## Об альбоме
Новая запись Дайон Уорвик вновь была сделана под руководством нового продюсера — Тома Белла. С ним певица познакомилась при записи песни «Then Came You» для её прошлого альбома. Хотя по мнению некоторых критиков, как раз продюсерская чать альбома была слабой.
Альбом вновь не показал особых успехов в чарте Billboard Top LPs,заняв 137 место, куда большим достижением была 15 строчка в чарте Hot R&B LPs. Выпущенный в поддержку альбома лид-сингл «Once You Hit the Road» смог добраться до 75 места в чарте Billboard Hot 100 и войти в пятёрку лучших чарта Hot Soul Singles. Второй сингл «His House and Me» не попал в «горячую сотню», но занял 75 место в чарте Hot Soul Singles.
На обложке певица вновь указана как Dionne Warwick, без дополнительной буквы «e» на конце фамилии, которую она сначала туда добавила, а потом убрала, разочаровавшись в советах своей подруги-астролога Линды Гудмен

## Список композиций
| №  | Название             | Автор(ы)             | Длительность |
| -- | -------------------- | -------------------- | ------------ |
| 1. | «Track Of The Cat»   | Линда Крид, Том Белл | 6:54         |
| 2. | «His House And Me»   | Линда Крид, Том Белл | 4:50         |
| 3. | «Ronnie Lee»         | Линда Крид, Том Белл | 3:39         |
| 4. | «World Of My Dreams» | Линда Крид, Том Белл | 3:59         |

| №  | Название                | Автор(ы)                                   | Длительность |
| -- | ----------------------- | ------------------------------------------ | ------------ |
| 1. | «Jealousy»              | Шерман Маршалл, Тед Уортман, Винни Барретт | 3:24         |
| 2. | «This Is Love»          | Шерман Маршалл, Том Белл                   | 3:30         |
| 3. | «Love Me One More Time» | Линда Крид, Том Белл                       | 4:11         |
| 4. | «Once You Hit The Road» | Чарльз Симмонс, Джозеф Джефферсон          | 4:03         |

## Чарты
| Чарт (1975-76)                         | Высшая позиция |
| -------------------------------------- | -------------- |
| США (Billboard 200)                    | 137            |
| США (Billboard Top R&B/Hip-Hop Albums) | 15             |